# ماكس بف
ماكس بف (بالفرنسية: Max Pugh)‏ هو مخرج فرنسي، ولد في 29 أغسطس 1977 في درم في المملكة المتحدة.

## وصلات خارجية
- ماكس بف على موقع IMDb (الإنجليزية)
- ماكس بف على موقع ألو سيني (الفرنسية)
- ماكس بف على موقع أول موفي (الإنجليزية)
- ماكس بف على موقع كينوبويسك (الروسية)